# Ivan Acher
Ivan Acher (* 5. června 1973 Liberec) je český básník a skladatel.

## Životopis
Na Technické univerzitě v Liberci studoval textilní design. Pracoval i jako lesník. Hudbu studoval jako samouk. Spolupracoval s mnoha režiséry jako autor doprovodné hudby, získal řadu ocenění.

## Dílo
Autorsky i interpretačně se zapojil do projektů VRRM Vladimíra Václavka a Autopilote Pavla Fajta, dlouhodobě vystupuje s jazzovým allstars minibigbandem NUO. Od roku 2002 spolupracuje s Agon Orchestra – souborem pro soudobou hudbu, pro který vytvořil bezmála 20 orchestrálních skladeb. Jeho orchestrální skladby zazněly na festivalech vážné hudby v Praze (Pražské jaro), Hamburku, Vídni, Bratislavě, Budapešti, Bílsku-Bělé. Největší součástí jeho tvorby je hudba pro taneční a divadelní inscenace. Soupis realizací přesahuje 150 titulů.[kdy?] Byl nominován na cenu České filmové kritiky, Českého lva, Cenu české divadelní kritiky, Cenu Alfreda Radoka, Cenu Dosky… Spolupracoval jako skladatel zejména s Pražským komorním divadlem - Divadlem Komedie (Kvartet Antiklimax, Proces-r. D. Pařízek; Utrpení knížete Sternenhocha, Weissenstein, Srdce temnoty – r. David Jařab) a Lenka Vagnerová Company (Herald Angel Award Fringe Festival Edinburgh pro taneční představení La Loba, a dále představení Riders, Gossip, Lešanské jesličky). Dále je podepsán pod hudbou k inscenacím Národního divadla v Praze, Bratislavě a Brně a mnoha dalších českých a evropských divadel. Vytvořil hudbu k několika desítkám dokumentům a filmům. Je rovněž autorem filmových projekcí (Magorova summa, Proces, Srdce temnoty), fotografií (cyklus Gulliverovy cesty, Dušičky, Samci s mláďaty) či básnických sbírek (Psí mlíko 1996, Nate tumáte 1995, Verbování 1994, Bo hynemeť vstana 1997).

### Další díla
- Opera Sternenhoch -  na motivy romaneta Ladislava Klímy Utrpení knížete Sternenhocha. Hudba a libreto Ivan Acher, překlad do esperanta Miroslav Malovec, Premiéra byla 7. dubna 2018 na Nové scéně Národního divadla.[1]

- Poe, Laterna magika, Praha[2][3], režie a choreografie Lenka Vagnerová. Premiéra byla 28. dubna 2022 na Nové scéně Národního divadla. Hlavní role Vladimír Javorský a Julie Goetzová.[4]